# Adaptieve regeling

Een adaptieve regeling (MRAC)

Een adaptieve regeling is een regeling waarbij de structuur, de parameters of de stuursignalen van een dynamisch systeem worden bijgesteld of bepaald op grond van verkregen informatie over het gedrag van dat systeem en wel zodanig dat een tevoren vastgelegd kostencriterium wordt geminimaliseerd of een gewenst gedrag wordt nagestreefd.
Een adaptieve regeling wordt toegepast vanwege de volgende redenen:
- Er bestaan variaties in de procesdynamica
- Er bestaan variaties in het karakter van de storingen
- Vanwege efficiëntie bij het toepassen van een regeling op een proces.

Een adapterende regeling maakt gebruik van een model van het proces. Dit model kan zowel continu als discontinu zijn. Een adaptieve regeling is echter alleen noodzakelijk als een verandering gevolgen heeft voor de parameters in de regeling.
Adaptieve regelingen kunnen onderscheiden worden in terugkoppelings- en voorwaartskoppelingsvarianten. Voorbeelden van adaptieve regelingen zijn:
- Model Reference Adaptive Control Systems (MRAS)
- Self Tuning Regulators

Self Tuning Regulators, in het Nederlands zelfinstellende regelaars, maken gebruik van een schatter voor de procesparameters op basis waarvan de regelparameters bepaald worden. Voor het ontwerp wordt meestal gebruikgemaakt van een ARMAX-filter.
Model Reference Adaptive Control Systems maken gebruik van een model van het proces. De responsie die door dit model voorspeld wordt, dient zo mogelijk gevolgd te worden. als er een verschil optreedt tussen de uitgang van het referentiemodel en tussen de uitgang van het proces wordt een adaptatiemechanisme in gang gezet. Er zijn vele methoden waaruit het adaptatiemechanisme kan bestaan, onder andere de Lyapunov methoden, de hyperstabiliteitsmethode en de augmented error methode.
MRAS is met name sterk bij systemen waarbij het setpoint snel gevolgd dient te worden, zoals servosystemen.
Een andere adaptieve regeling is gain scheduling. Dit is een speciale vorm van voorwaartsgekoppeld adaptief regelen en behoeft een goede kennis van het proces. Dit is een regeling die zich zeer snel kan aanpassen. Alle variabelen moeten echter gemeten kunnen worden en dat is vaak niet mogelijk.
Adaptieve regelingen kunnen niet altijd gebruikt worden:
- De tijd voor adaptatie kan lang zijn
- Adaptieve regelaars moeten voor hun actie mogelijk opzettelijk ruis aan het systeem toevoegen en dat is niet altijd toegestaan
- De operators van processen kunnen slecht omgaan met adaptieve regelingen, omdat (handmatige) veranderingen aan instellingen onvoorspelbaarder zijn dan bijvoorbeeld PID-regelaars.
- De stabiliteit van adaptieve regelaars kan niet altijd gegarandeerd worden
- Het is niet altijd nodig om continue aanpassing van regelparameters te hebben.

Vanwege deze redenen wordt veelal nog de bekende PID-regeling ingezet.